# Universidad Nacional de Colombia Sede Medellín
La Universidad Nacional de Colombia Sede Medellín es una universidad pública colombiana, sujeta a inspección y vigilancia por medio de la Ley 1740 de 2014 y la ley 30 de 1992  del Ministerio de Educación de Colombia, sede de la Universidad Nacional de Colombia, ubicada en la ciudad de Medellín, Antioquia.

## Historia
La Universidad Nacional de Colombia Sede Medellín tiene sus orígenes en 1886 cuando se creó la Escuela Nacional de Minas, hoy Facultad de Minas, y en 1914 cuando se creó la Escuela de Agricultura Tropical y Veterinaria, hoy Facultad de Ciencias Agrarias. Aunque en momentos diferentes, ambas surgieron por la necesidad de desarrollar recursos humanos y áreas del saber que respondieran a la vocación económica, y a la visión de progreso para la región.
La Sede surgió en 1937 bajo el gobierno del presidente Alfonso López Pumarejo, cuando la Escuela de Agricultura Tropical y Veterinaria fue anexada a la Universidad Nacional de Colombia. La Escuela Nacional de Minas se incorpora en el año de 1939; en 1954 se crea la Facultad de Arquitectura y en 1975 nacen la Facultad de Ciencias y la Facultad de Ciencias Humanas, hoy Facultad de Ciencias Humanas y Económicas.

### Historia Campus El Volador
La Otrabanda del río, como se le conoció en Medellín desde el siglo XVII, para diferenciarla de la banda donde se asentó la ciudad, hasta bien entrados los años treinta del siglo XX, estaba compuesta por terrenos sin urbanizar, muchos de ellos anegados por el río Medellín, aún sin canalizar. Tierras malsanas en las que pululaban zancudos y mosquitos que producían malaria. Al iniciar el siglo XX, los pobladores de Medellín consideraban de poco valor las tierras de Otrabanda y no las tenían incorporadas en el mapa urbano. En estas, se establecieron algunas fincas que combinaban la producción de frutales con el pastoreo.
Fue allí, en Otrabanda, exactamente en “la avenida izquierda del río Medellín, entre los puntos denominados Colombia y carretera al mar”, antigua finca de la Familia Cock, a donde, en 1927, el Departamento de Antioquia trasladó la Escuela de Agricultura Tropical y Veterinaria.

## Campus y localización

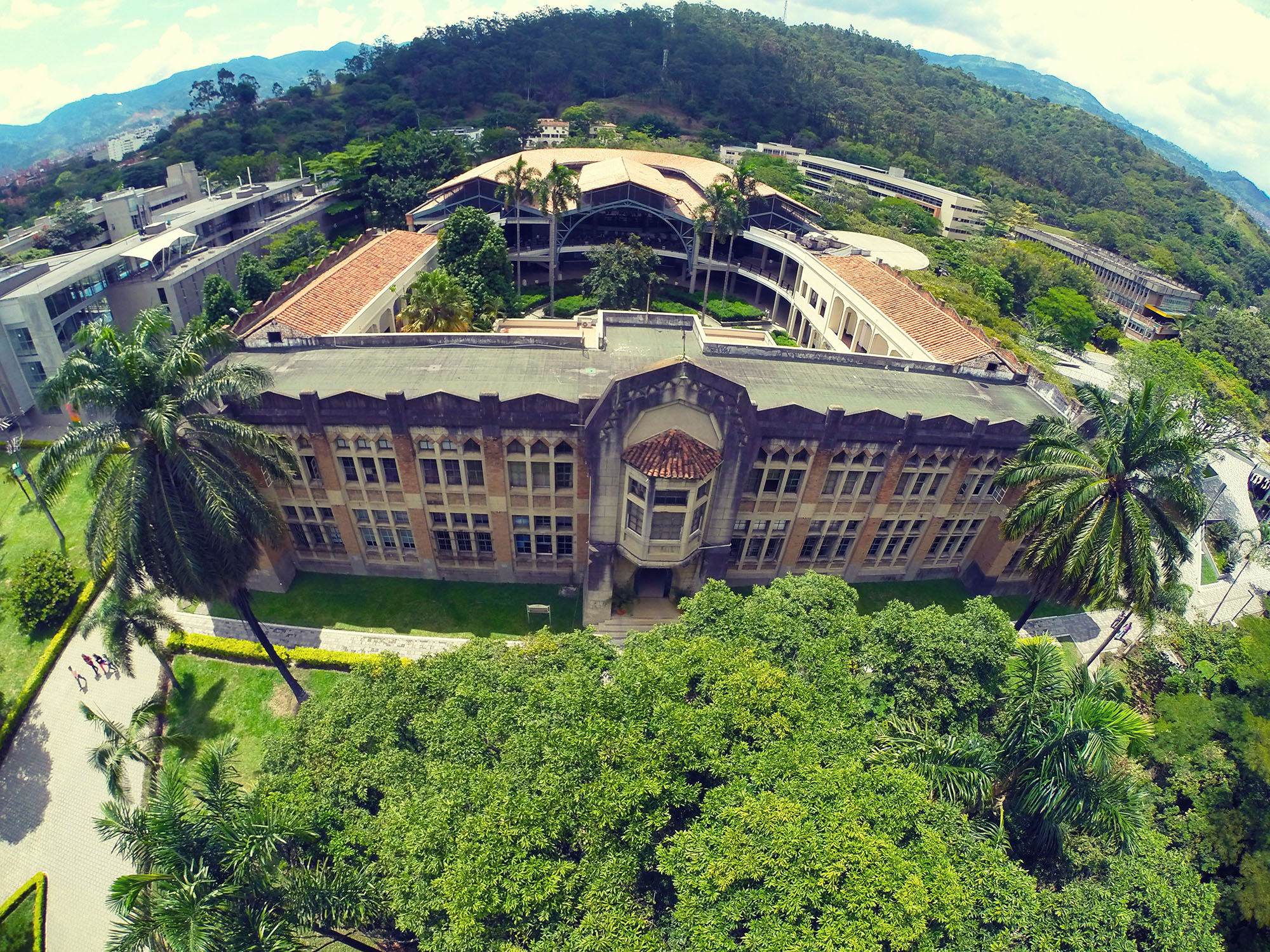
Bloque 41, declarado Patrimonio Nacional en 1998 por el Ministerio de Cultura.

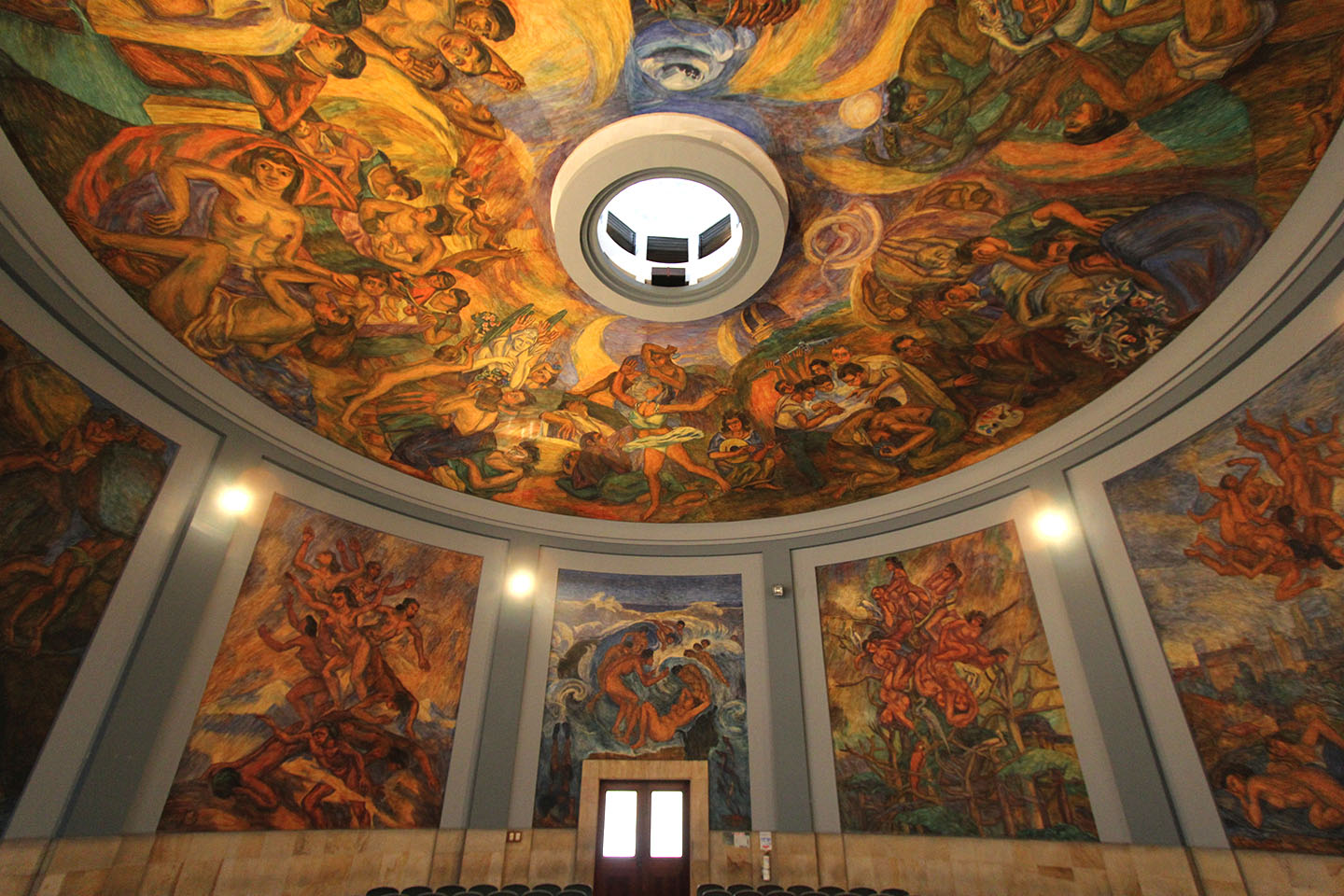
Murales del Maestro Pedro Nel Gómez, ubicados en el Aula Máxima (bloque M5), Campus Robledo.

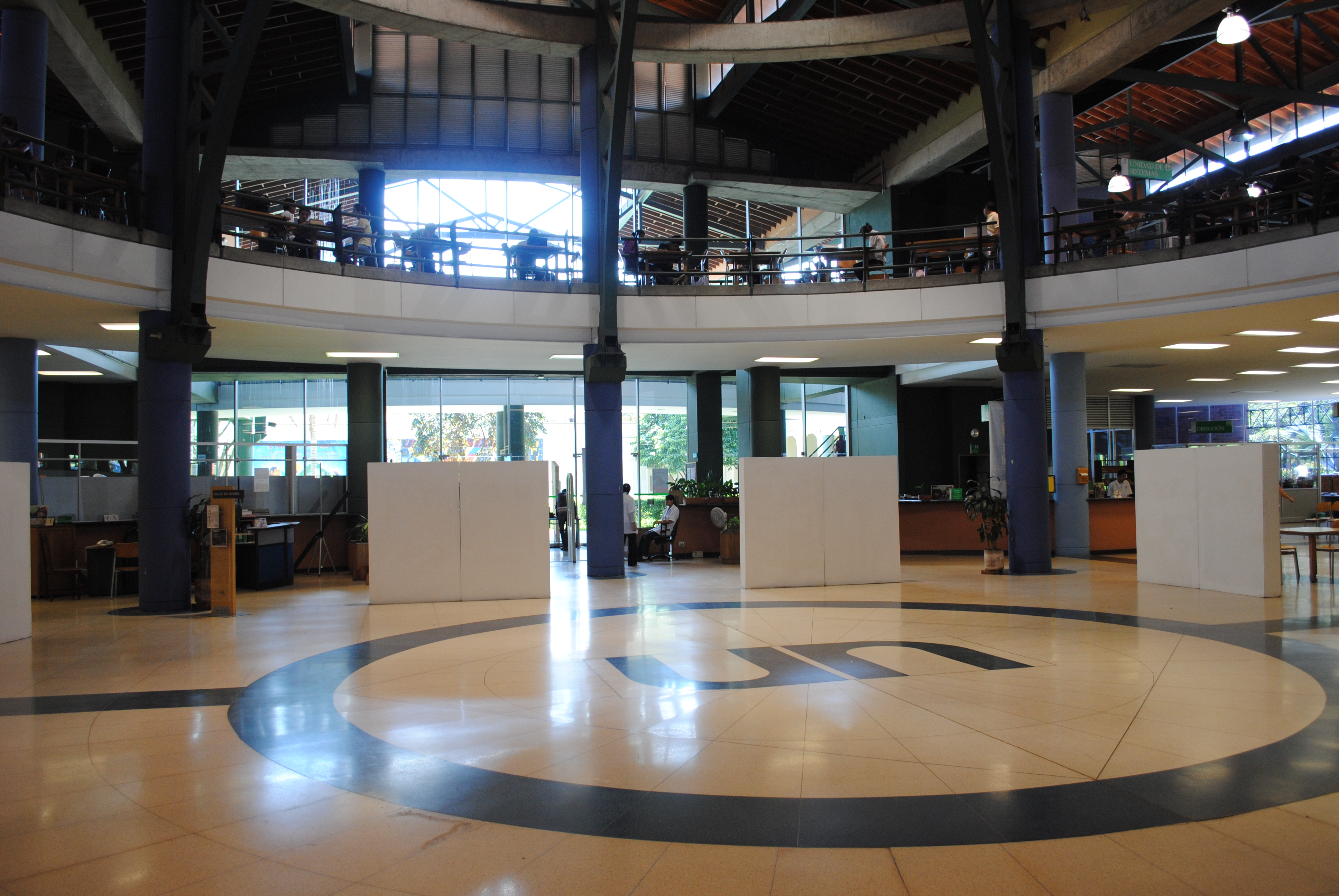
Espacio del hombre, Biblioteca Efe Gómez, Campus El Volador.

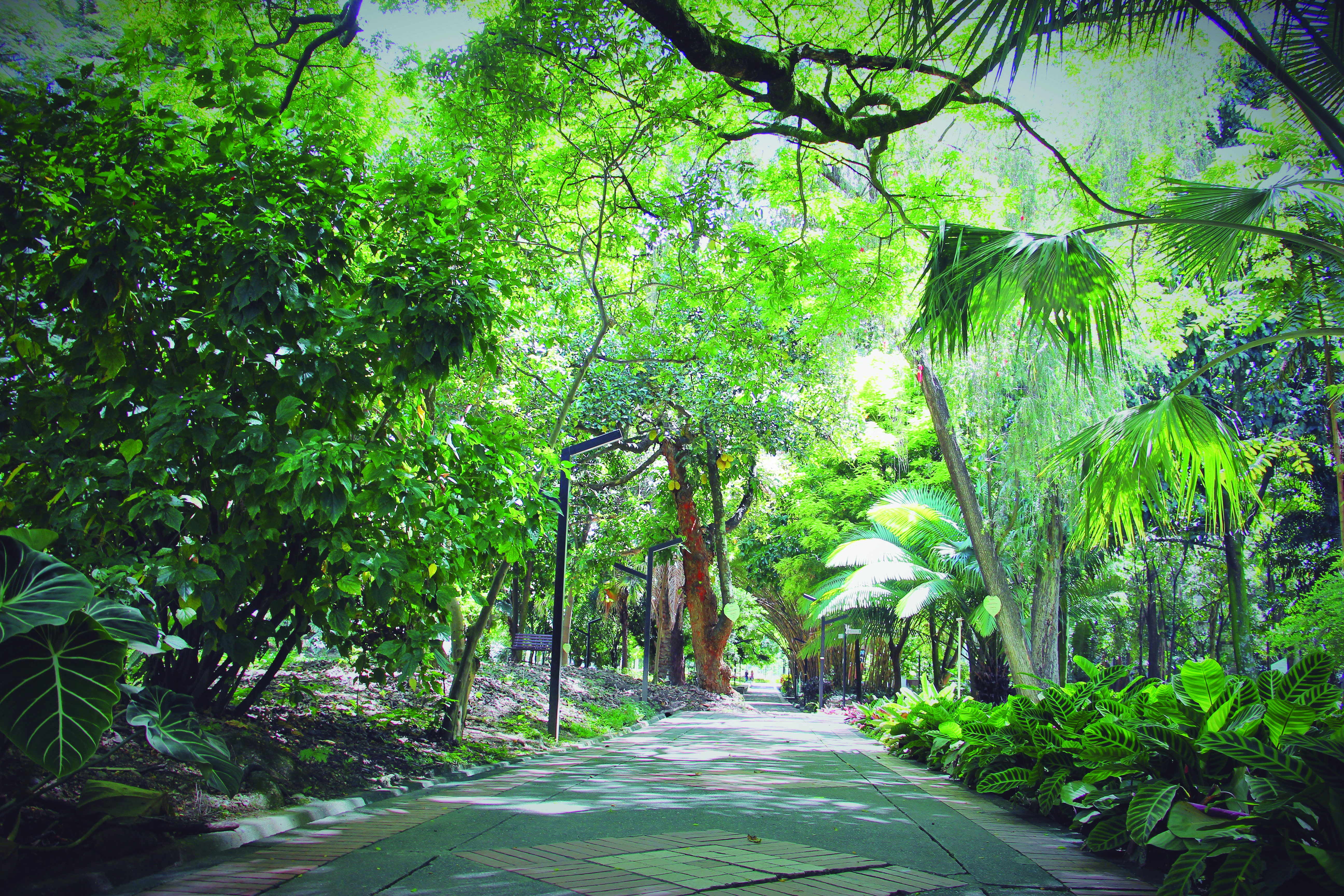
Arboretum y Palmetum León Morales Soto - U.N. Sede Medellín.

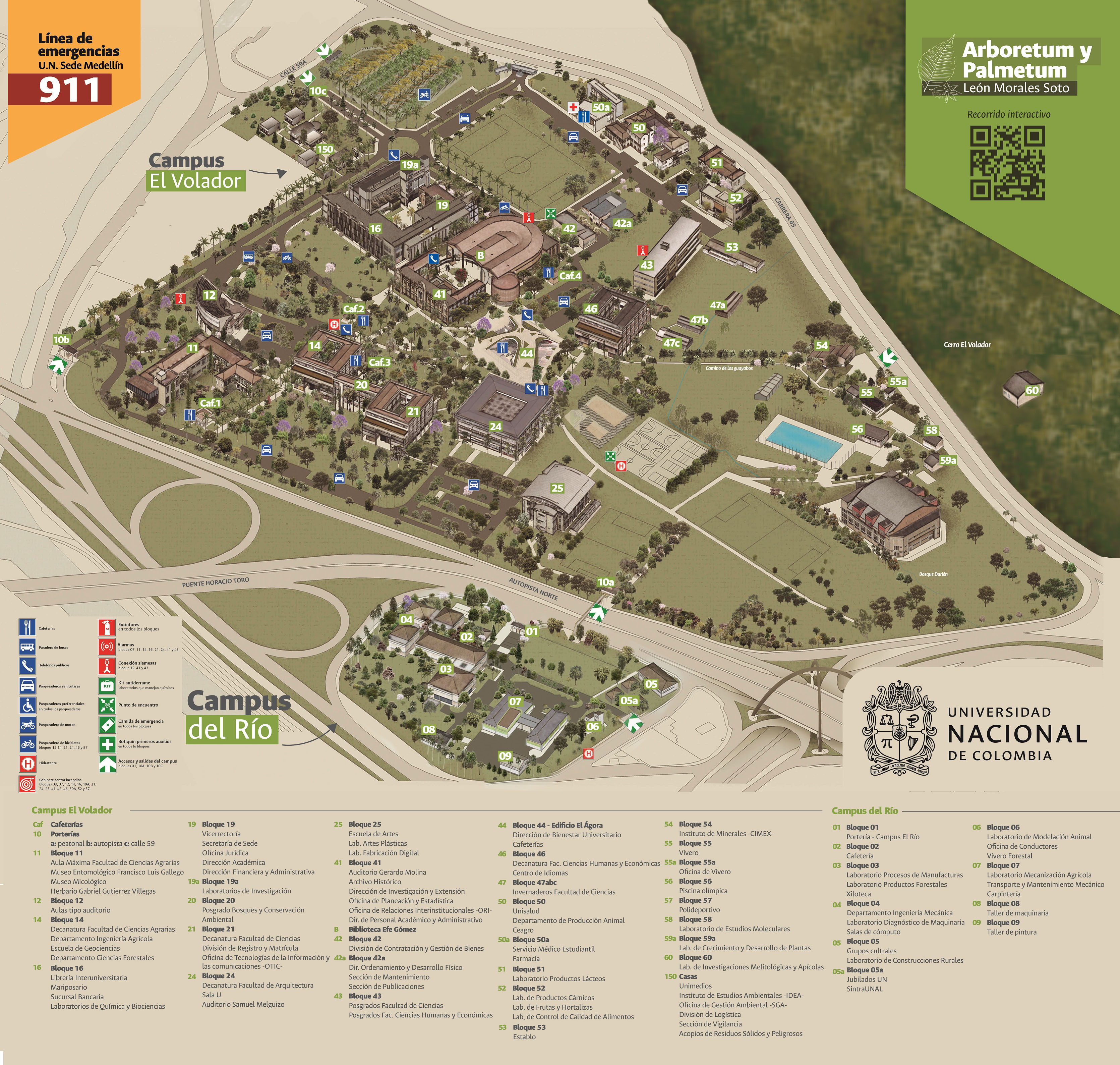
Mapa Campus El Volador / Campus El Río.

La Universidad Nacional de Colombia Sede Medellín cuenta con los campus El Volador, El Río y Robledo, así como con tres estaciones agrarias ubicadas en los municipios de Santa Fe, Rionegro y el corregimiento de Santa Elena. 

### Campus El Volador y El Río
Ubicados al noroccidente del centro de la ciudad, entre el Cerro El Volador y el Río Medellín, estando separados entre sí por la Autopista Norte. Son desde 1938 sede de la Universidad Nacional de Colombia en Medellín cuando la Escuela de Agricultura Tropical (hoy la Facultad de Ciencias Agrarias) se incorporó a la Universidad. La presencia de la Sede en esta zona de la ciudad está constituida por el campus El Volador, que cuenta con un área de 272.982 m². El campus del Río que tiene un área de 31.758 m² y una porción del Cerro El Volador de unos 269.257 m² que le pertenece a la Universidad.
Se destaca el Museo Entomológico creado en 1937, el Museo de Micología creado en 1987, el Herbario Gabriel Gutiérrez, la Xiloteca, la Biblioteca Central Efe Gómez, como atractivos artísticos y arquitectónicos se destacan, el Tótem Mítico creado por Pedro Nel Gómez; el Bloque 41 declarado Bien de Interés Cultural de la Nación, diseñado por el Jesús Mejía Montoya el cual se inició en 1931, el Bloque 11 diseñado por Pedro Nel Gómez y el mural El mundo que anhelamos de  Félix Ángel.

### Campus Robledo
El campus Robledo está ubicado al noroccidente de la ciudad de Medellín en el barrio Robledo, está conformado por tres terrenos separados por la Carrera 80, que configuran la estructura física de la Facultad de Minas, e Ingeominas, la cual está integrada a la Universidad. Cuenta con un área de 100.978,69 m². En 1886 se dio apertura a la Escuela de Minas la cual se incorporó a la Universidad Nacional de Colombia en 1940, hoy en día es la Facultad Nacional de Minas y cuenta con aproximadamente 3.500 estudiantes en estudios de ingeniería. Se destaca el Museo de Geociencias, las edificaciones Aula Máxima (bloque M5) y el Bloque M3 diseñados por Pedro Nel Gómez para la Escuela de Minas en 1939, declarados Monumentos Nacionales en 1994 por sus características arquitectónicas y por los murales realizados por el Maestro Pedro Nel Gómez.

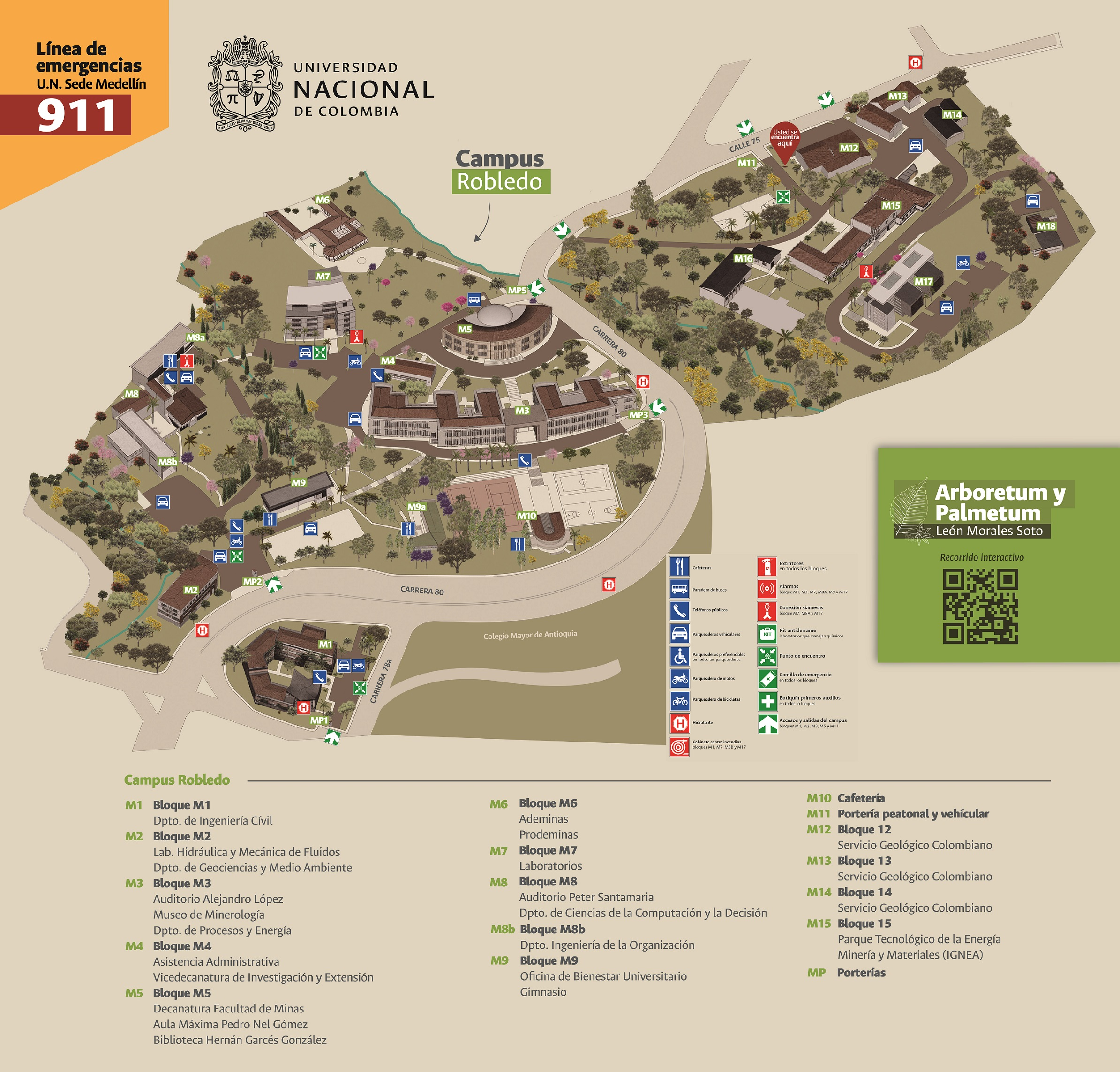
Mapa Campus Robledo.

## Sitios de interés

### Biblioteca Efe Gómez
La Biblioteca Efe Gómez, que lleva su nombre en honor al poeta y egresado de la Facultad de Minas, Francisco Gómez Escobar, conocido popularmente como Efe Gómez, fue inaugurada en 1997 y está ubicada en el Campus El Volador, en un edificio con una área total de 5.787 m². Cuenta con capacidad para albergar 250.000 volúmenes y en su interior se encuentra el Espacio del Hombre, la Mediateca, la Sala de Bases de datos, la Sala Patrimonial Jaime Jaramillo Uribe, la Sala de Innovación Moebius, el laboratorio Maker Space, entre otros.

### Centro Apícola U.N. Sede Medellín (Apiario)
En 1982, gracias a un convenio entre la Universidad Nacional de Colombia Sede Medellín y el Centro Internacional de Investigaciones para el Desarrollo de Canadá, se gestó la creación del Centro Apícola U.N. para el manejo de la abeja africanizada, que tras su llegada al país años atrás había infundido miedo por su apelativo de asesina y amenazaban el desarrollo de la apicultura.
En aproximadamente una hectárea y media del cerro El Volador, uno de los cerros tutelares de Medellín, se encuentra ubicado el Centro Apícola de la Universidad Nacional de Colombia que cuenta en su jardín apícola con unas 30 colmenas de abejas africanizadas y 13 colmenas de abejas nativas de tres especies diferentes.

### Arboretum y Palmetum León Morales Soto
Como medida estratégica para la conservación ambiental del Campus Universitario, el Consejo Directivo de la Facultad de Agronomía aprobó en el año de 1986, un proyecto presentado por el profesor León Morales Soto, en el que se contemplaba destinar algunas áreas verdes para el establecimiento de un Palmetum. Este proyecto fue complementado con la siembra de diversas especies de árboles y arbustos, dando paso al establecimiento de un Arboretum y Palmetum.
La colección está distribuida en los tres Campus de la Sede y cuenta con 101 especies de palmas, 405 especies de árboles y 16 de otras plantas como Zamias, cycas y bambúes representadas en más de 5.000 ejemplares, en su mayoría procedentes del territorio colombiano.

### Sala U | Arte Contemporáneo
La Sala U es un espacio de exhibición de arte, ubicado en la Facultad de Arquitectura de la Universidad Nacional de Colombia Sede Medellín, se creó oficialmente en octubre de 2007, con el objeto de generar un intercambio artístico y cultural entre la Universidad y el medio local, nacional e internacional; exhibir la producción artística de profesores, egresados, estudiantes y artistas destacados, coleccionar el patrimonio artístico de la Sede; exponer los resultados académicos, culturales y artísticos provenientes del trabajo académico y servir de apoyo a los proyectos culturales que se realicen en la Universidad y el medio en general.

### Casa del Egresado U.N. Sede Medellín
La Casa del Egresado de la Universidad Nacional de Colombia Sede Medellín inaugurada el 23 de septiembre de 2017, está ubicada en el Campus El Volador; es una vivienda modular con 100 m² en el que está ubicado el Programa de Egresados de la Sede. Este espacio está compuesto por una sala de reuniones con capacidad para 10 personas, una sala central para 4 personas, posee espacio para cinco puestos de trabajo, cocina, dos baños y un deck que la rodea. 
La estructura inicial de este espacio nació en Solar Decathlon 2015, el concurso de energía solar más importante del mundo, que premió en las categorías de diseño, construcción y generación de vivienda sostenible a los 16 proyectos participantes de 9 países a nivel mundial. El espacio que ahora ocupa la Casa del Egresado y que fue liderado por 37 estudiantes y ocho docentes de la U.N. ocupó el 4° lugar en la categoría general, el 1° en Eficiencia Energética y el 3°en Confort.
Adicionalmente, la Sede Medellín en su área de influencia cuenta con los siguientes espacios:

### Escuela y Guardería U.N.
- Localizado en el Barrio Robledo, Medellín

### Estaciones Agrarias[5]
- - Estación Agraria Paysandú en el corregimiento de Santa Elena, Medellín 140 ha.
  - Estación Agraria San Pablo, en el municipio de Rionegro 27,5 ha.
  - Estación Agraria Cotové en el municipio de Santa Fe de Antioquia 120 ha.
  - Estación Agraria Piedras Blancas en el corregimiento de Santa Elena, Medellín

## Docencia
La Universidad Nacional de Colombia Sede Medellín cuenta con cinco facultades: Arquitectura, Ciencias, Ciencias Agrarias, Ciencias Humanas y Económicas y Minas, las cuales nutren la diversidad académica de la Sede con 19 doctorados, 40 maestrías,  29 especializaciones y 28 programas de pregrado, incluida 1 tecnología.

## Programas de pregrado
Facultad de Arquitectura
- Arquitectura
- Artes Plásticas
- Construcción

Facultad de Ciencias
- Estadística
- Ingeniería Biológica
- Ingeniería Física
- Matemáticas
- Ciencias de la Computación (Nuevo programa)

Facultad de Ciencias Agrarias
- Ingeniería Agrícola
- Ingeniería Agronómica
- Ingeniería Forestal
- Tecnología Forestal
- Zootecnia

Facultad de Ciencias Humanas y Económicas
- Ciencia Política
- Economía
- Historia

Facultad de Minas
- Ingeniería Administrativa
- Ingeniería Ambiental
- Ingeniería Civil
- Ingeniería de Control
- Ingeniería de Minas y Metalurgia
- Ingeniería de Petróleos
- Ingeniería de Sistemas e Informática
- Ingeniería Eléctrica
- Ingeniería Geológica
- Ingeniería Industrial
- Ingeniería Mecánica
- Ingeniería Química

## Investigación y extensión
La investigación y la extensión, junto con la docencia, integran los ejes misionales de la Institución. Estos dos pilares complementan la formación que reciben los estudiantes, además, están al servicio de la sociedad colombiana desarrollando productos, estrategias y soluciones a los problemas y asuntos prioritarios para el país.
La Sede cuenta con unas áreas académicas e investigativas agrupadas en 7 capacidades de conocimiento: 
- Desarrollo rural sostenible y seguridad alimentaria
- Minería y energía
- Medio ambiente, biodiversidad y mares
- Estado, sociedad y patrimonio
- Infraestructura, territorio y ciudades inteligentes
- Innovación, economía y organizaciones
- Biotecnología

Para desarrollar dichas capacidades la Sede cuenta con 154 grupos de investigación clasificados en Colciencias (2016).

## Laboratorios

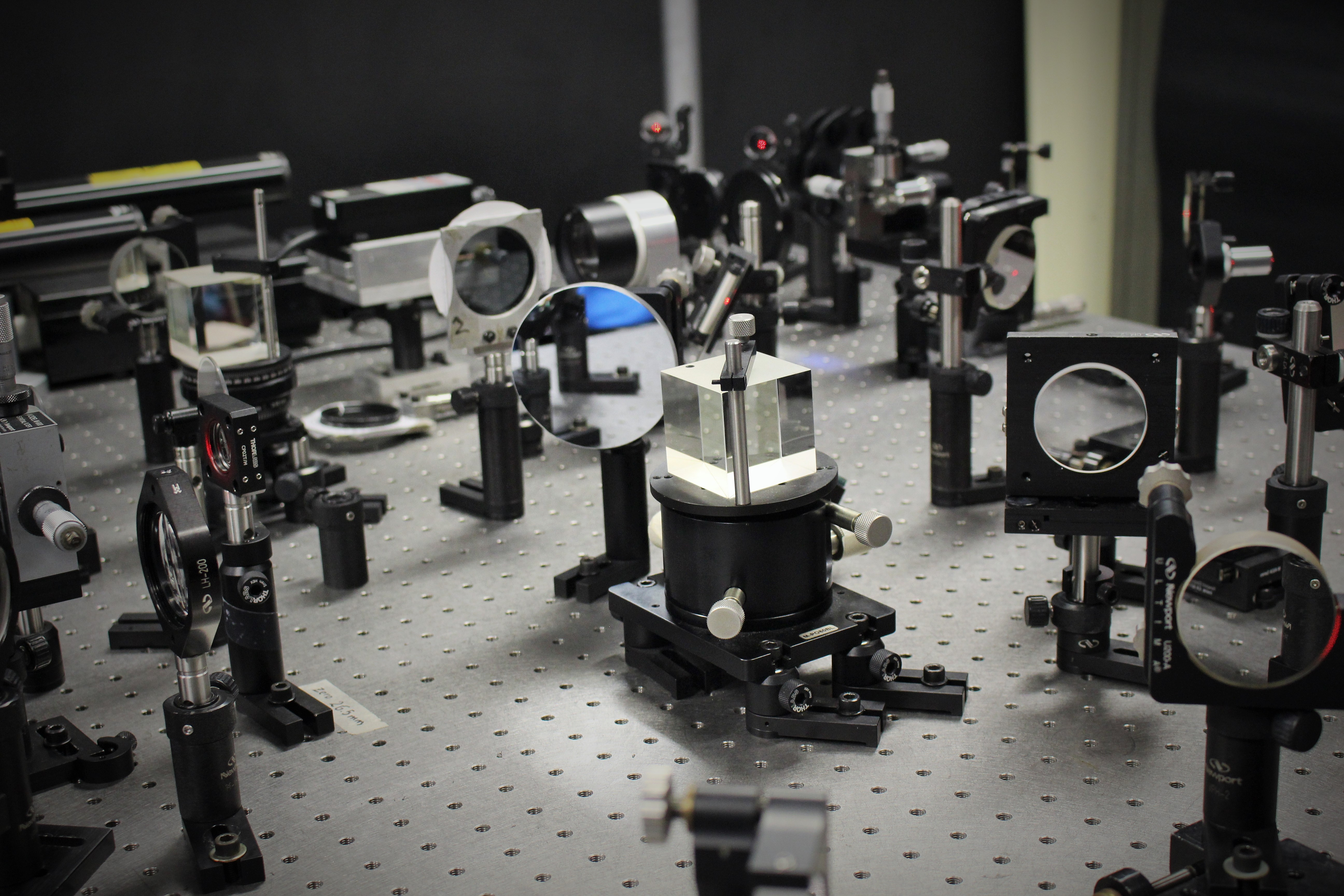
Laboratorio de Láseres y Espectroscopía, U.N. Sede Medellín.

El Sistema de Laboratorios de la Sede Medellín está conformado por 130 laboratorios, que atienden diversas áreas del conocimiento, de los cuales, seis (6) se encuentran acreditados, 15 son de docencia (exclusivamente), 12 de investigación y 71 realizan actividades de extensión.
Estos laboratorios, cuentan con una infraestructura física y de equipos, creciente y cambiante con las exigencias del medio y el desarrollo tecnológico, además del conocimiento y la trayectoria de sus investigadores, lo cual los constituye en un soporte apropiado para el desarrollo de actividades de docencia e investigación y para el servicio a la sociedad colombiana y los sectores educativo, productivo y económico del país.